# Klaus Theweleit
Klaus Theweleit, né le 7 février 1942 à Ebenrode en province de Prusse-Orientale) est un théoricien de la littérature et de la culture et écrivain allemand.

## Biographie
Theweleit, né à Ebenrode en Prusse orientale – aujourd'hui Nesterov en Russie – est le fils d'un cheminot et d'une mère au foyer. Après la guerre, sa famille s'exile en Schleswig-Holstein,. Il étudie la germanistique et l'anglistique à Kiel et Fribourg. Il finance ses études en travaillant sur des chantiers, dans le port de Kiel ou dans le service d'immatriculation de Flensburg-Mürwik. De 1969 à 1972, il travaille comme pigiste pour la Südwestfunk. Membre de la SDS, il prend part à l'opposition extra-parlementaire. Cette expérience a beaucoup influencé son œuvre, ses approches, son style, les sujets abordés et ses opinions politiques. 
Il soutient  en 1976 sa thèse sur la Freikorpsliteratur: Vom deutschen Nachkrieg 1918−1923 pour laquelle il obtient la mention summa cum laude,. Cette thèse servira de base à son livre Männerphantasien publié en deux tomes en 1977 et 1978. 
Après sa thèse, on lui refuse de diriger un séminaire de premier cycle à l'université de Fribourg, sous prétexte, comme le justifie Gerhard Kaiser, alors professeur de philologie allemande, de son « intelligence débridée »,. Il enseignera plus tard à l'Institut de sociologie de l'université de Fribourg et dirigera des séminaires à l'Académie allemande du film et de la télévision de Berlin. De 1998 à 2008, il est professeur d'art et de théorie à l'Académie des beaux-arts de Karlsruhe. En 2002 et 2003, il est membre du collège Friedrich Nietzsche.  
Theweleit vit à Fribourg comme auteur et donne des conférences en Allemagne, aux États-Unis, en Suisse et en Autriche. Il est membre du PEN club Allemagne ainsi que de la Deutsche Akademie für Fußball-Kultur. Theweleit est marié depuis 1972 à la pédopsychiatre Monika Theweleit-Kubale. Le couple a deux fils. 

## Œuvre

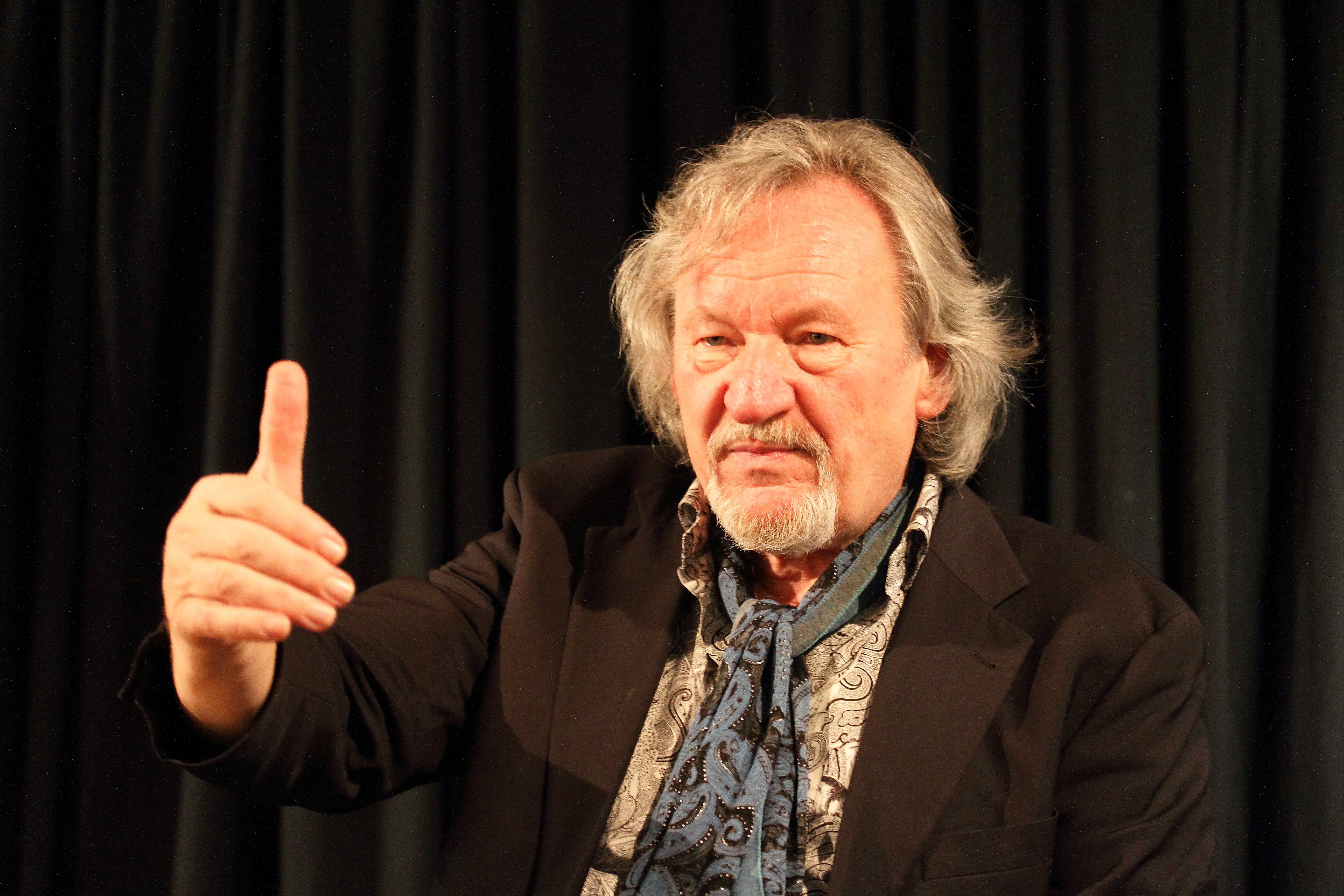
Klaus Theweleit lors d'une rencontre autour du Rire des bourreaux au Club W71 (2016)

### Fantasmâlgories
L'ouvrage de Theweleit originellement paru en deux volumes et intitulée Männerphantasien en allemand (traduit en français en 2016 sous le titre de Fantasmâlgories) est dans le sillage du renouvellement analytique du national-socialisme et passe pour une des premières études allemandes et internationales sur la masculinité. Le livre de 1 174 pages sort chez l'éditeur francfortois Verlag Roter Stern/Stroemfeld Verlag et reçoit un accueil enthousiaste non seulement dans les milieux alternatifs et féministes mais aussi auprès d'un très large public. Y consacrant huit pleines pages dans l'hebdomadaire national Der Spiegel, Rudolf Augstein considère qu'il s'agit probablement là « de la publication en langue allemande la plus stimulante de l'année ». Avec ce livre, la notoriété de Theweleit dépasse largement la sous-culture de gauche.  
Dans ce livre fortement influencé par les théories de la psychoanalyse comme par Gilles Deleuze et Félix Guattari, Theweleit étudie la psyché fasciste et l'imprégnation martiale du moi. Il essaie en outre de réactualiser certaines des conceptions psychanalytiques de l'homme fasciste parmi les plus répandues. Pour ce faire, il s'intéresse en particulier à la littérature des corps francs allemands de l'entre-deux-guerres. Son approche est par ailleurs fortement influencée par les travaux de la pédopsychiatre américaine Margaret Mahler, qui a analysé les enfants psychotiques dans son livre Psychose infantile : symbiose et individuation paru en 1968. Theweleit reprend à son compte les concepts de dévitalisation, de déréalisation et de mécanismes de maintien pour analyser le comportement d'auteurs protofascistes tels que Hermann Ehrhardt, Gerhard Roßbach, Martin Niemöller, Rudolf Höß, Ernst Jünger, Ernst von Salomon, Paul von Lettow-Vorbeck ou encore Manfred von Killinger.
Les enfants psychotiques et ces auteurs partageraient une incapacité à nouer des rapports humains, un dévoiement de la relation d'objet libidinale et un « intérieur » chaotisé et saturé d'agressivité. Ni les enfants décrits par Mahler ni le type d'homme fascistoïde (représenté par les auteurs étudiés) n'auraient développé de Moi de type freudien — au sens d'instance intermédiaire entre le monde et le ça. Faute d'instance moïque, ce type d'homme, à l'instar des jeunes patients de Mahler, se sent constamment menacé par des états symbiotiques engloutissants et, partant, sont en permanence sur la défensive. 
Mais, contrairement aux enfants psychotiques de Mahler, ce « type fasciste » d'adulte, loin de se murer dans l'autisme, s'avère hautement fonctionnel. Theweleit montre comment les coups et le dressage militaire ont donné à ces hommes une sorte de moi secondaire, une « carapace corporelle » qui se caractériserait par une tension extrême, une raideur ou une froideur toute martiale.  

### Buch der Könige(Le Livre des rois)
Buch der Könige (1988-1994, 3 volumes parus à ce jour) est une autre œuvre majeure de Theweleit. Le premier volume, intitulé Orpheus und Euridike, paraît en 1988 et s'intéresse à la production littéraire et musicale. Revisitant le mythe d'Orphée et Eurydice, Theweleit décrit le lien qu'entretient la production artistique, dans le patriarcat, avec le sacrifice de la femme et la façon dont les artistes instrumentalisent « médiatiquement » leur relation aux femmes en se « branchant » sur elles pour nourrir leur œuvre. 

### Buch der Königstöchter(Le Livre des filles de rois)
En mars 2013 paraît Buch der Königstöchter, volume de 736 pages faisant partie de l'autre œuvre importante à laquelle travaille Theweleit et qui s'intitule Das Pocahontas-Komplex. Theweleit y interroge les mythes et les récits antiques de Médée, fille de roi, et de Pocahontas, fille de chef indien. Le livre, aussi richement documenté qu'illustré, fait de cette dernière un exemple paradigmatique des nombreux sacrifices de femmes issues des cultures indigènes, sacrifices qui permirent aux colonisateurs étrangers, persuadés d'appartenir à une culture supérieure, d'occuper les nouveaux territoires. Theweleit en fait une transfuge – pour partie contrainte et pour l'autre consentante par amour – de la culture des envahisseurs. 
Theweleit s'intéresse de près à la mythologie grecque, et plus précisément à cette partie qui intègre et cherche à justifier la colonisation des régions que l'on appellera plus tard la Grèce par les peuples indo-européens. Les mythes font le récit des « grands Dieux qui mettent enceintes les filles de roi et s'arrangent ensuite pour que leur père quitte leurs terres ». Les filles de roi séduites ou violées donnent naissance à des enfants qui deviendront des héros (demi-dieux) « venant au monde comme agents de leur père divin et œuvrant contre la culture de leurs mères ; jusqu'à ce qu'ils imposent les lois et coutumes de la culture des dieux olympiens grecs qui seront parvenus à s'implanter ». 

## Archives
En décembre 2017, Klaus Theweleit remet ses archives aux Archives littéraires de Marbach. Les archives cédées de son vivant comprennent environ vingt boîtes. Ayant beaucoup écrit sur une machine à écrire d'un type particulier, Theweleit a transmis beaucoup de manuscrits sous forme de rouleaux de papier.  

## Œuvres(sélection)

### En tant qu'auteur

#### En français
- Un plus un. Images, mémoire  (trad. de l'allemand par Pierre Rusch et Bénédicte Vilgrain), Courbevoie, Théâtre typographique, 2000 (ISBN 2-909657-14-0).
- Fantamâlgories  (trad. de l'allemand par Christophe Lucchese), Paris, L'Arche, 2016 (ISBN 978-2-85181-841-6)[17],[18].
- Le Rire des bourreaux : essai sur le plaisir de tuer  (trad. de l'allemand par Christophe Lucchese), Paris, Seuil, 2019 (ISBN 978-2-02-135270-2)[19].
- Freud et la pop  (trad. de l'allemand par Christophe Lucchese), Paris, L'Arche, 2020 (ISBN 9782381980102).

#### En allemand
- Männerphantasien, Francfort-sur-le-Main/Bâle, Verlag Roter Stern/Stroemfeld, 1977-1978,  (ISBN 3-87877-111-8 et 3-87877-110-X), 2 vol. (thèse soutenue à l'Université de Fribourg-en-Brisgau sous le titre Freikorpsliteratur)
- Klaus Theweleit et Martin Langbein, Bruch, Francfort-sur-le-Main/Bâle, Verlag Roter Stern/Stroemfeld, 1980 (supplément à Art Spiegelman: Breakdowns).
- Buch der Könige, 4 vol.
  - vol. 1 : Orpheus und Eurydike, Francfort-sur-le-Main/Bâle, Stroemfeld Verlag, 1988  (ISBN 3-87877-265-3).
  - vol. 2 x : Orpheus am Machtpol, Francfort-sur-le-Main/Bâle, Stroemfeld Verlag, 1994,  (ISBN 3-87877-305-6).
  - vol. 2 y : Recording angels' mysteries : zweiter Versuch im Schreiben ungebetener Biographien, Kriminalroman, Fallbericht und Aufmerksamkeit, Francfort-sur-le-Main/Bâle, Stroemfeld Verlag, 1994,  (ISBN 3-87877-307-2).
- Objektwahl (All You Need Is Love …). Über Paarbildungsstrategien und Bruchstück einer Freudbiographie, Francfort-sur-le-Main/Bâle, Stroemfeld Verlag, 1990,  (ISBN 3-87877-321-8).
- One + One. Rede für Jean-Luc Godard, Berlin, Brinkmann & Bose, 1995.
- Das Land, das Ausland heißt. Essays, Reden, Interviews zu Politik und Kunst, Munich, dtv, 1995,  (ISBN 3-423-30449-9).
- Heiner Müller. Traumtext, Francfort-sur-le-Main/Bâle, Stroemfeld Verlag, 1996,  (ISBN 3-87877-579-2).
- Ghosts: drei leicht inkorrekte Vorträge, Francfort-sur-le-Main/Bâle, Stroemfeld Verlag, 1998,  (ISBN 3-87877-744-2).
- Der Pocahontas Komplex, 4 vol.
  - PO: Pocahontas in Wonderland. Shakespeare on Tour, Francfort-sur-le-Main/Bâle, Stroemfeld Verlag, 1999,  (ISBN 3-87877-751-5).
  - CA: Buch der Königstöchter. Von Göttermännern und Menschenfrauen. Mythenbildung vorhomerisch, amerikanisch, Francfort-sur-le-Main/Bâle, Stroemfeld Verlag, 2013,  (ISBN 978-3-87877-752-6).
  - HON: Import. Export. Kolonialismustheorien, oder Warum ‚Cortes‘ wirklich siegte, Berlin, Matthes und Seitz, 2020 (à paraître)  (ISBN 978-3-87877-753-3).
  - TAS: « You give me fever ». Arno Schmidt. Seelandschaften mit Pocahontas. Die Sexualität schreiben nach WW II, Francfort-sur-le-Main/Bâle, Stroemfeld Verlag, 1999,  (ISBN 3-87877-754-X).
- « Nicht drängeln! Dreimal anklopfen », dans Elisabeth Schweeger, Eberhard Witt (dir.), Ach Deutschland!, Munich, Belville, 2000,  (ISBN 3-933510-67-8), p. 45–57.
- Der Knall: 11. September, das Verschwinden der Realität und ein Kriegsmodell, Francfort-sur-le-Main/Bâle, Stroemfeld Verlag, 2002,  (ISBN 3-87877-870-8).
- Deutschlandfilme. Godard. Hitchcock. Pasolini. Filmdenken und Gewalt, Francfort-sur-le-Main/Bâle, Stroemfeld Verlag, 2003,  (ISBN 3-87877-827-9).
- Tor zur Welt: Fußball als Realitätsmodell, Cologne, Kiepenheuer & Witsch, 2004  (ISBN 3-462-03393-X).
- Friendly Fire: Deadline Texte, Francfort-sur-le-Main/Bâle, Stroemfeld Verlag, 2005  (ISBN 3-87877-940-2).
- Absolute(ly) Sigmund Freud. Songbook, Fribourg en Brisgau, Orange-Press, 2006  (ISBN 3-936086-21-4).
- Klaus Theweleit et Rainer Höltschl, Jimi Hendrix : Eine Biographie, Berlin, Rowohlt, 2008  (ISBN 978-3-87134-614-9).
- Das Lachen der Täter: Breivik u. a. Psychogramm der Tötungslust, St. Pölten, Residenz Verlag, 2015  (ISBN 978-3-7017-1637-1)[20].

### En tant qu'éditeur
- Dirige la collection « Absolue » chez Orange-press[réf. nécessaire]

## CD
- Das RAF-Gespenst, supposé 2001,  (ISBN 3-932513-23-1)
- Ekstasen der Zeitenmischung. Geschichtsdarstellung in der Kunst, supposé 2001,  (ISBN 3-932513-22-3)
- BST − Viosilence, audio-CD, supposé 2001,  (ISBN 3-932513-24-X).

## Prix
- 2003 : prix Johann-Heinrich-Merck de la critique et de l'essai littéraires[21].
- 2014 : prix Reinhold-Schneider de la ville de Fribourg-en-Brisgau[22],[23].
- 2016 : prix Schiller de la ville de Mannheim[24].
- 2021 : prix Theodor-W.-Adorno[25].